# 149 (număr)
149 (o sută patruzeci și nouă) este numărul natural care urmează după 148 și precede pe 150 într-un șir crescător de numere naturale.

## În matematică
149
- Este al 35-lea număr prim.
- Împreună cu numărul prim următor, 151, [1] formează o pereche de numere prime gemene,[2][3] deci 149 este un număr prim Chen.[4][5]
- Este un număr prim bun.[6][7]
- Este un număr prim Eisenstein, fără parte imaginară și cu partea reală de forma {\displaystyle 3n-1}.
- Este un  număr prim Euler în sensul celei de a doua definiții.[8][9]
- Este un număr prim lung.[10][11]
- Este un număr mirp, deoarece 941 este și el prim.[12][13]
- Este un număr prim neregulat.[14].
- Este un număr prim Pillai.[15][16]
- Este un număr prim Ramanujan.[17][18]
- Este un număr prim tare.[19]
- În bazele 2 și 10 este un număr prim lung,[20][21] perioada fracției 1/149 fiind 006711409395973154362416107382550335570469798657718120805369127516778523489932885906040268 4563758389261744966442953020134228187919463087248322147651.
- În baza 5 este un număr repunit.[22]
- Pentru 149, funcția Mertens dă 0.[23] Este al treilea număr prim cu această proprietate.[24]
- Este un număr tribonacci, fiind suma precedenților trei termeni, 24, 44, 81.[25][26]
- Este un număr strict nepalindromic, nefiind palindromic în nicio bază dintre 2 – 147.

## În știință

### În astronomie
- Obiectul NGC 149 din New General Catalogue este o galaxie lenticulară cu o magnitudine 13,8 în constelația Andromeda.
- 149 Medusa este un asteroid foarte colorat din centura principală, cu o excentricitate mică și o înclinare mică.
- 149P/Mueller (Mueller 4) este o cometă periodică din Sistemul Solar.

## În alte domenii
149 se poate referi la:
- Artistul de graffiti Stay High 149 a pictat în New York City Subway în anii 1970.
- Nix v. Hedden, 149 U.S. 304 (1893) a fost un caz la Curtea Supremă de Justiție a Statelor Unite ale Americii relativ la faptul dacă roșiile sunt fructe sau legume.